# EverQuest Next
EverQuest Next (EQNext, EQN) — отменённая третья часть массовой многопользовательской ролевой онлайн франшизы EverQuest, преемница EverQuest и EverQuest II. Первым признаком разработки третьей части стала глава книги (2009), посвященной десятилетию первой части, написанная креативным директором EverQuest Ричем Вотерсем.
Компания Sony Online Entertainment — разработчик и издатель всей франшизы, озвучивала более подробную информацию о разработке в августе 2010 года на своей выставке FanFaire в Лас-Вегасе.
С 2009 года концепт и механика игры были два раза полностью переработаны, и лишь третья версия была признана удачной и продемонстрирована на конференции SOE Live 2 августа 2013 года в Лас-Вегасе.
Игра не будет копировать мир Норрата, хотя сюжетно действие в ней разворачивается за несколько столетий до начала приключений оригинальной версии EverQuest. История EQN, рассказанная разработчиками, охватывает примерно 20 000 лет до событий, в которых предстоит принять участие игрокам. После нескольких Эпох, наполненных интригующими и эпическими происшествиями (Эпоха Келдариан, Забытая Эпоха, Эпоха Дал и Эпоха Единой Империи), события будут происходить на едином континенте Амарил (в предыдущих частях он известен как Тунария и затем Антоника). Пантеоны включают как хорошо известных божеств (напр. Эроллизи, Митаниэль, Солусек, Брелл), но выполняющих несколько иные функции, так и абсолютно новых вседержителей (напр. Амарил, Анша, Нор’Ай).
Хотя в Норрате сохранятся некоторые привычные локации и сюжетная связь с предыдущими играми, но персонажи и механика игры будут в корне отличаться от виденного ранее. Разработчики позиционируют игру как «новое поколение» ММО. На первой презентации игры были обозначены четыре «краеугольных камня», которые должны обеспечить уникальность и привлекательность продукта для игроков:
- Возможность в любой момент изменить стиль игры. В EQN будет реализован «мультиклассинг» — начав играть одним из восьми классов, персонаж сможет позднее получить доступ к 40 другим и даже комбинировать умения нескольких классов.
- Разрушаемость мира. Действия игроков напрямую влияют на окружающую среду — заклинание или хороший удар молота могут обрушить мост, снести постройку или загнать в землю противника. С течением времени повреждения будут восстанавливаться. Возможно, в игру будет встроен инструмент для создания игроками собственных объектов окружающей среды, который вышел в виде отдельной игры «EverQuest Next: Landmark» в начале 2014 г.
- Уникальный искусственный интеллект. Любые действия игроков будут запоминаться игрой и в зависимости от них может меняться поведение противников и дружественных НПС.
- Мировые квесты. Глобальные цели, которые разработчики будут ставить перед игроками целого сервера — построить цитадель, уничтожить поселение и т. п. Результаты этих квестов останутся навсегда и с течением времени каждый игровой сервер станет уникальным. Выполнение подобных миссий будет рассчитано на 2-3 месяца земного времени, а то и дольше.

За графическую составляющую отвечает движок ForgeLight (используется в игре PlanetSide 2), который должен обеспечить уникальные световые эффекты, смену времени суток, погодных явлений. Модели игровых персонажей сильно отличаются от предыдущих версий и являются более «мультяшными». Черты лица персонажей намерено увеличены, чтобы полностью реализовать потенциал технологии SOEmote, которая считывает выражение лица человека, сидящего перед веб-камерой, и переносит его на персонажа. Окружающий мир является полностью воксельным, то есть состоит из мелких «кирпичиков», за счет чего и стала возможной разрушаемость мира и создание собственных объектов.
Разработчики полностью отказались от концепции уровней персонажей — вместо прокачки игроки смогут получать новые умения персонажа, исследуя игровой мир и открывая новые классы. Помимо комбинации умений/заклинаний, присущих определённому классу, другая часть умений будет зависеть от используемого оружия.
Ещё на PAX East 2013 Дейв Джорджсан, директор по развитию SOE, заявил о намерении реализовать в EQNext сильную систему крафта, так как крафтеры являются «клеем» MMO-коммьюнити и способствуют созданию гильдий, организации различных ивентов и другим формам социальной активности.
Разработка отменена 11 марта 2016 года.